# Idolomorpha madagascariensis
Idolomorpha madagascariensis es una especie de mantis de la familia Empusidae.

## Distribución geográfica
Se encuentra en Madagascar.